# Майка под наем
„Майка под наем“ (на английски: Baby Mama) е щатска романтична комедия от 2008 г., написан и режисиран от Майкъл Маккълърс (в режисьорският му дебют) и участват Тина Фей, Ейми Поулър, Грег Киниър, Дакс Шепард, Романи Малко, Мора Тиърни, Холанд Тейлър, Стив Мартин и Сигорни Уийвър.